# Ramón Chao
Ramón Luís Chao Rego (* 21. Juli 1935 in Villalba, Lugo; † 20. Mai 2018 in Barcelona) war ein spanischer Journalist und Schriftsteller.

## Biografie
Chao studierte in Madrid und Paris Musikgeschichte. 1956 floh er mit seiner Frau, der baskischen Künstlerin Felisa Ortega, vor dem Franco-Regime nach Frankreich ins Exil, wo seine Söhne Manu Chao (* 1961) und Antoine Chao (* 1963) in Paris geboren wurden. In Frankreich arbeitete er unter anderem für Radio France Internationale, Le Monde und Le Monde diplomatique. Chao war Gründer des Prix Juan Rulfo, eines renommierten Preises für spanischsprachige Kurzgeschichten, und lebte in Paris. Ramón Chao starb am 20. Mai 2018 im Alter von 82 Jahren in Barcelona.

## Auf Deutsch erschienene Publikationen
- Ramón Chao: Ein Zug aus Eis und Feuer. Mit Mano Negra durch Kolumbien. Edition Nautilus, Hamburg 2008, ISBN 978-3-89401-564-0.
- Ramón Chao, Ignacio Ramonet: Paris – Stadt der Rebellen. Rotpunktverlag, Zürich 2010, ISBN 978-3-85869-418-8.